# Symfonie nr. 9 (Aho)
De Finse componist Kalevi Aho voltooide zijn Symfonie nr. 9 in 1994. Aho had geen last van het 9e Symfonie-syndroom, in 1996 verscheen nummer 10.
Aho begon echter niet te werken aan een symfonie; hij had min of meer een tromboneconcert in gedachten. Gaandeweg begon het toch meer symptomen van een symfonie te krijgen, dan dat er een concerto op papier kwam. Wat tevoorschijn kwam was meer een symfonie en zo kreeg het haar titel, vaak nog aangevuld met “voor trombone en orkest”. Het werk is in vergelijking tot de “grootse” Symfonie nr. 8 een ingetogen werk. Er zijn nog wel uitbarstingen van het totale orkest, maar dat is voor wat betreft muziekinstrumenten al behoorlijk uitgedund ten opzichte van nummer 8. De componist schreef ook later, dat nummer 9 de tegenpool is van nummer 8. In 2010 volgde van dezelfde componist wel zijn Tromboneconcert. 
De symfonie is 20e-eeuws, maar Aho liet ook barokelementen toe. De overgang tussen de moderne en oude muziek gaat soms schoksgewijs, maar soms ook vloeiend. De trombone heeft wel een belangrijke stem in het geheel, maar veel minder dan in een concert voor dat solo-instrument. De moeilijkheid van deze symfonie zit in de overgangen van modern – barok – modern. De trombonist moet dan omschakelen van tenortrombone naar alttrombone en weer terug. Dat vereist een ander embouchure en speelstijl. Dat die omschakeling en techniek niet eenvoudig is blijkt uit de opname (zie onder) met internationaal meester-trombonist Christian Lindberg. Hij haalt de technische passages in de barokgedeelten maar net aan. Een opvallend muziekinstrument in deze moderne symfonie is het klavecimbel, dat in de barokpassages te horen is.  
De symfonie kent drie delen:
1. Andante – Vivace – Tempo I – Presto
2. Adagio – poco piu mosso – appassionato – poco meno mosso – maatslag 120
3. Presto – Cadens – Tempo I – Andantino – Tempo I

De eerste uitvoering vond plaats tijdens het Helsinki Festival, dat opdracht had gegeven voor dit werk. Op 2 september 1994 stond Christian Lindberg samen op het podium met het Symfonieorkest van Lahti onder leiding van Osmo Vänskä. De hieronder genoemde opname vond vlak daarna plaats. 
Aho schreef deze symfonie voor:
- solotrombonist
- 2 dwarsfluiten, 2 hobo's, 2 klarinetten, 2 fagotten, 1 saxofoon
- 2 hoorns, 2 trompetten, 1 trombones, 1 tuba, 1 eufonium
- 1 pauken, 1 man/vrouw percussie,  1 klavecimbel, 1 celesta
- violen, altviolen, celli, contrabassen

## Discografie
- Uitgave BIS Records: Lindberg, Symfonieorkest Lahti o.l.v. Vänskä

Nr. 1 · Nr. 2 · Nr. 3 · Nr. 4 · Nr. 5 · Nr. 6 (1979-1980) · Nr. 7 Insectensymfonie · Nr. 8 · Nr. 9 · Nr. 10 · Nr. 11 · Nr. 12 Luostosymfonie · Nr. 13 · Nr. 14 Rituelen · Nr. 15
Alles Vergängliche (Orgelsymfonie)